# (37416) 2001 XR196
2001 XR196 (asteroide 37416) é um asteroide da cintura principal. Possui uma excentricidade de 0.06589100 e uma inclinação de 13.66540º.
Este asteroide foi descoberto no dia 14 de dezembro de 2001 por LINEAR em Socorro.